# 京都府道652号久僧伊根線
京都府道652号久僧伊根線（きょうとふどう652ごう きゅうそいねせん）は、京都府京丹後市から与謝郡伊根町に至る一般府道である。

## 概要
京丹後市丹後町久僧から与謝郡伊根町字日出に至る。
京丹後市丹後町の宇川地区と与謝郡伊根町中心部とを連絡する。起終点がいずれも国道178号となっており、国道178号が経ヶ岬を経由しているのに対し、本路線は碇高原に程近い碇峠を経由している。

### 路線データ
- 起点：京丹後市丹後町久僧（久僧交差点、国道178号交点）
- 終点：与謝郡伊根町字日出（日出交差点、国道178号交点）
- 総延長：14.2489 km[注釈 1][2]

## 路線状況
京丹後市丹後町内には、谷内から上山にかけて通行困難な区間がある。ゼンリンの地図は道路がすべて描かれているが、昭文社およびiPCは道路が途切れて描かれている。この間は京丹後市道を経由することで通り抜けが可能である。
順次改良工事を進めているが、1 - 1.5車線程度の狭隘な区間も残存している。道路幅や周囲の状況については、Google マップの衛星画像によって鮮明な画像が全区間で提供されているため確認できる。また、本路線では平成23年台風第2号の影響による土砂災害の被害を受けており、異常気象時は走行に注意を要する。

### 重複区間
- 京都府道57号弥栄本庄線（与謝郡伊根町字野村・寺嶺交差点 - 与謝郡伊根町字菅野・越山交差点）
- 京都府道621号下世屋本庄線（与謝郡伊根町字菅野・越山交差点 - 宮津市字日ヶ谷・厚垣口交差点）

## 地理
国道178号から分岐して南下し、通行困難区間を経て碇峠を越えると与謝郡伊根町に入る。与謝郡伊根町では町西部の筒川地区を通過するが、その後は一時宮津市域を通過して再び与謝郡伊根町に入る。終点は伊根町役場付近で国道178号と交差する。

### 通過する自治体
- 京都府
  - 京丹後市 - 与謝郡伊根町 - 宮津市 - 与謝郡伊根町

### 交差する道路
| 交差する道路                                                               | 市町村名 | 市町村名 | 交差する場所 | 交差する場所      |
| -------------------------------------------------------------------------- | -------- | -------- | ------------ | ----------------- |
| 国道178号 国道482号 重複                                                   | 京丹後市 | 京丹後市 | 丹後町久僧   | 久僧交差点 / 起点 |
| 京都府道653号碇網野線                                                      | 京丹後市 | 京丹後市 | 丹後町上山   | 碇峠交差点        |
| 京都府道57号弥栄本庄線 重複区間起点                                        | 与謝郡   | 伊根町   | 字野村       | 寺嶺交差点        |
| 京都府道57号弥栄本庄線 重複区間終点 京都府道621号下世屋本庄線 重複区間起点 | 与謝郡   | 伊根町   | 字菅野       | 越山交差点        |
| 京都府道621号下世屋本庄線 重複区間終点                                     | 宮津市   | 宮津市   | 字日ヶ谷     | 厚垣口交差点      |
| 国道178号 国道482号 重複                                                   | 与謝郡   | 伊根町   | 字日出       | 日出交差点 / 終点 |

### 沿線
官公庁・公共施設
- 伊根町役場
- 宮津与謝消防組合橋北分署
- 伊根町国民健康保険総合保健施設

教育
- 京丹後市立宇川小学校
- 京丹後市立宇川中学校
- 京都府立宮津高等学校伊根分校

神社・仏閣
- 隣海寺
- 宝宗寺

観光
- 久僧海水浴場
- 碇高原牧場

### 峠
- 碇峠（京丹後市 - 与謝郡伊根町）